# Pădurea Bârnova
Pădurea Bârnova este o zonă protejată (arie de protecție specială avifaunistică - SPA) situată în estul Moldovei, pe teritoriul județului Iași.

## Localizare
Aria naturală se află în sud-estul județului Iași, pe teritoriile administrative ale comunelor Bârnova, Ciurea, Comarna, Dobrovăț, Grajduri, Schitu Duca și Tomești; și este străbătută de drumul național DN24 care leagă municipiul Vaslui de Iași.

## Descriere
Situl „Pădurea Bârnova” a fost declarat arie de protecție specială avifaunistică (în scopul protejării mai multor specii de păsări migratoare de pasaj sau sedentare) prin Hotărârea  de Guvern nr. 1284 din 24 octombrie 2007 (privind declararea ariilor de protecție specială avifaunistică ca parte integrantă a rețelei ecologice europene Natura 2000 în România) și se întinde pe o suprafață de 12.684,8 hectare. Acesta se suprapune în mare parte sitului de importanță comunitară Pădurea Bârnova - Repedea și include rezervațiile naturale Locul fosilifer Dealul Repedea, Poiana cu Schit, Poieni - Cărbunăriei și Pădurea Pietrosu. 
Aria protejată încadrată în bioregiunea continentală a Podișului Central Moldovenesc, reprezintă o zonă (păduri de foioase, păduri în tranziție, pășuni, pajiști, terenuri arabile, cursuri de apă tributare râului Bârlad) deluroasă ce adăpostește și asigură condiții prielnice de viețuire și hrană mai multor specii de păsări migratoare, de pasaj sau sedentare.

## Biodiversitate
Situl dispune de două clase de habitate (predominante) constituite din păduri dacice fag și păduri dacice de stejar și carpen; ce conservă elemente de floră spontană și protejează specii de faună rară.

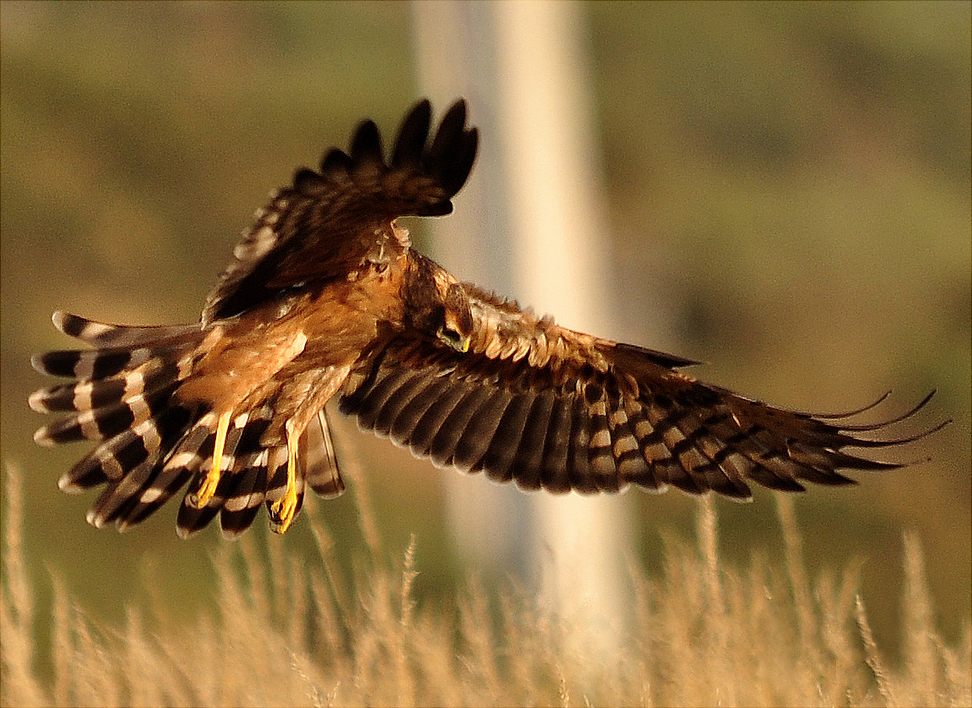
Erete cenușiu (Circus pygargus)

La baza desemnării Pădurii Bârnova ca arie de protecție specială avifaunistică se află mai multe specii de păsări enumerate în anexa I-a a Directivei Consiliului European 147/CE din 30 noiembrie 2009 și Directiva 79/409/CEE din 2 aprilie 1979 (privind conservarea păsărilor sălbatice) sau aflate pe lista roșie a IUCN; printre care: uliu porumbar (Accipiter gentilis), acvilă de munte (Aquila chrysaetos), acvilă țipătoare mică (Aquila pomarina), pescăruș albastru (Alcedo atthis), bufniță (Bubo bubo), șorecar mare (Buteo rufinus), șorecar comun (Buteo buteo), șorecar încălțat (Buteo lagopus), barză albă (Ciconia ciconia), șerpar (Circaetus gallicus), erete de stuf (Circus aeruginosus), erete vânăt (Circus cyaneus), erete cenușiu (Circus pygargus), erete alb (Circus macrourus), cristei de câmp (Crex crex), caprimulg (Caprimulgus europaeus), dumbrăveancă (Coracias garrulus), ciocănitoare de stejar (Dendrocopos medius), ciocănitoare neagră (Dryocopus martius), ciocănitoare cu spatele alb (Dendrocopos leucotos), ciocănitoarea verzuie (Picus canus), ciocănitoarea de grădină (Dendrocopos syriacus), presură de grădină (Emberiza hortulana), șoim de iarnă (Falco columbarius), șoim călător (Falco peregrinus), șoimul rândunelelor (Falco subbuteo), vânturel de seară (Falco vespertinus), vânturel roșu (Falco tinnunculus),  muscar-mic (Ficedula parva), muscar gulerat (Ficedula albicollis), acvilă pitică (Hieraaetus pennatus), sfrâncioc roșiatic (Lanius collurio), ciocârlia de pădure (Lullula arborea), sfrânciocul cu frunte neagră (Lanius minor), gaie neagră (Milvus migrans), gaie roșie (Milvus milvus) și prigoare (Merops apiaster).

## Căi de acces
- Drumul național DN24 pe ruta Vaslui - Satu Nou (Muntenii de Sus) - Solești, Vaslui - Satu Nou (Solești), Vaslui - Satu Nou (Schitu Duca), Iași - Schitu Duca - Poieni.

## Monumente și atracții turistice
În vecinătatea sitului se află numeroase obiective de interes istoric, cultural și turistic (lăcașuri de cult, monumente de arhitectură, situri arheologice, arii protejate); astfel:

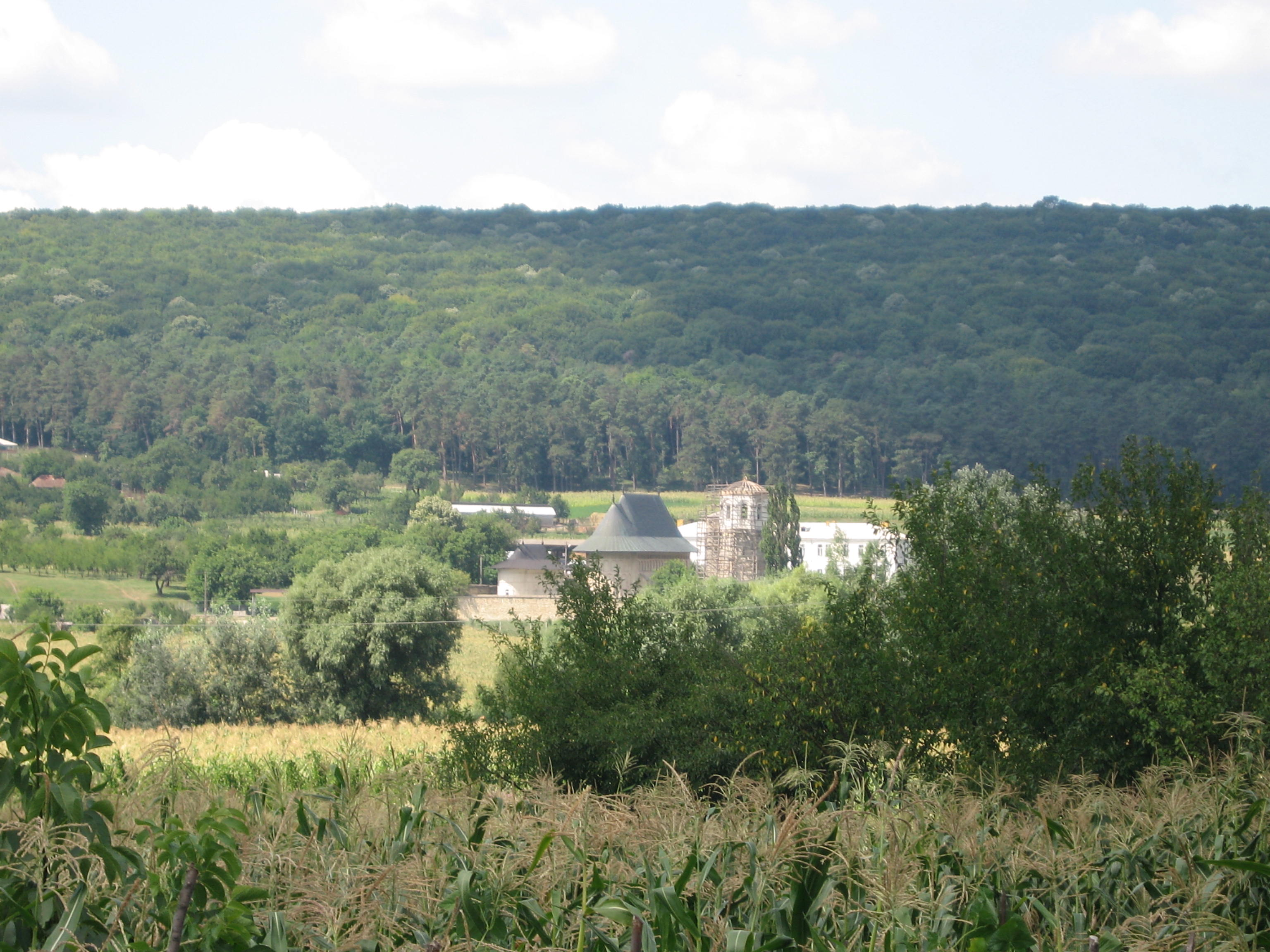
Mănăstirea Dobrovăț

- Biserica de lemn „Sfântul Pantelimon ” din Dobrovăț, construcție 1789, monument istoric.
- Ansamblul Mănăstirii Dobrovăț (Biserica "Pogorârea Sf. Duh" - 1503-1504; Biserica paraclis "Sf. Gheorghe" - 1607; turn clopotniță și zid de incintă construite în 1743), monument istoric.
- Ansamblul Mănăstirii Bârnova (Biserica "Sfântul Gheorghe" - 1626-1629; chilii din 1728; yid de incintă și turn de poartă datând din secolul al XVII-lea), monument istoric.
- Mănăstirea Piatra Sfântă din Bârnova cu Biserica "Adormirea Maicii Domnului", construcție secolul al XVIII-lea, monument istoric.
- Biserica „Sfinții Voievozi” din Comarna, construcție 1804, monument istoric.
- Biserica „Adormirea Maicii Domnului” din Schitu Duca ridicată în anul 1830, monument istoric.
- Biserica „Sfântu Nicolae” din Slobozia (Schitu Duca), construcție 1721, monument istoric.
- Biserica „Sfântul Nicolae” din Poieni, construcție 1841, monument istoric.
- Biserica lui Cujbă din Poiana cu Cetate, construcție secolul al XVII-lea, monument istoric.
- Ruinele schitului din „Poiana cu schit” din satul Grajduri, construcție secolul al XVII-lea, monument istoric.
- Situl arheologic „Cetățuie” de la Dobrovăț - așezări din perioada Latène (sec. I a. Chr.-I p. Chr.; sec. III - I a. Chr.; sec. IV - III a. Chr.) și fortificație medievală timpurie.
- Situl arheologic „Tarlaua Rachiță I - II” de la Dumitreștii Gălății, așezări din perioadele Latène,  Latène târziu, Hallstatt și Paleoliticul superior (gravettian).